# Fressac

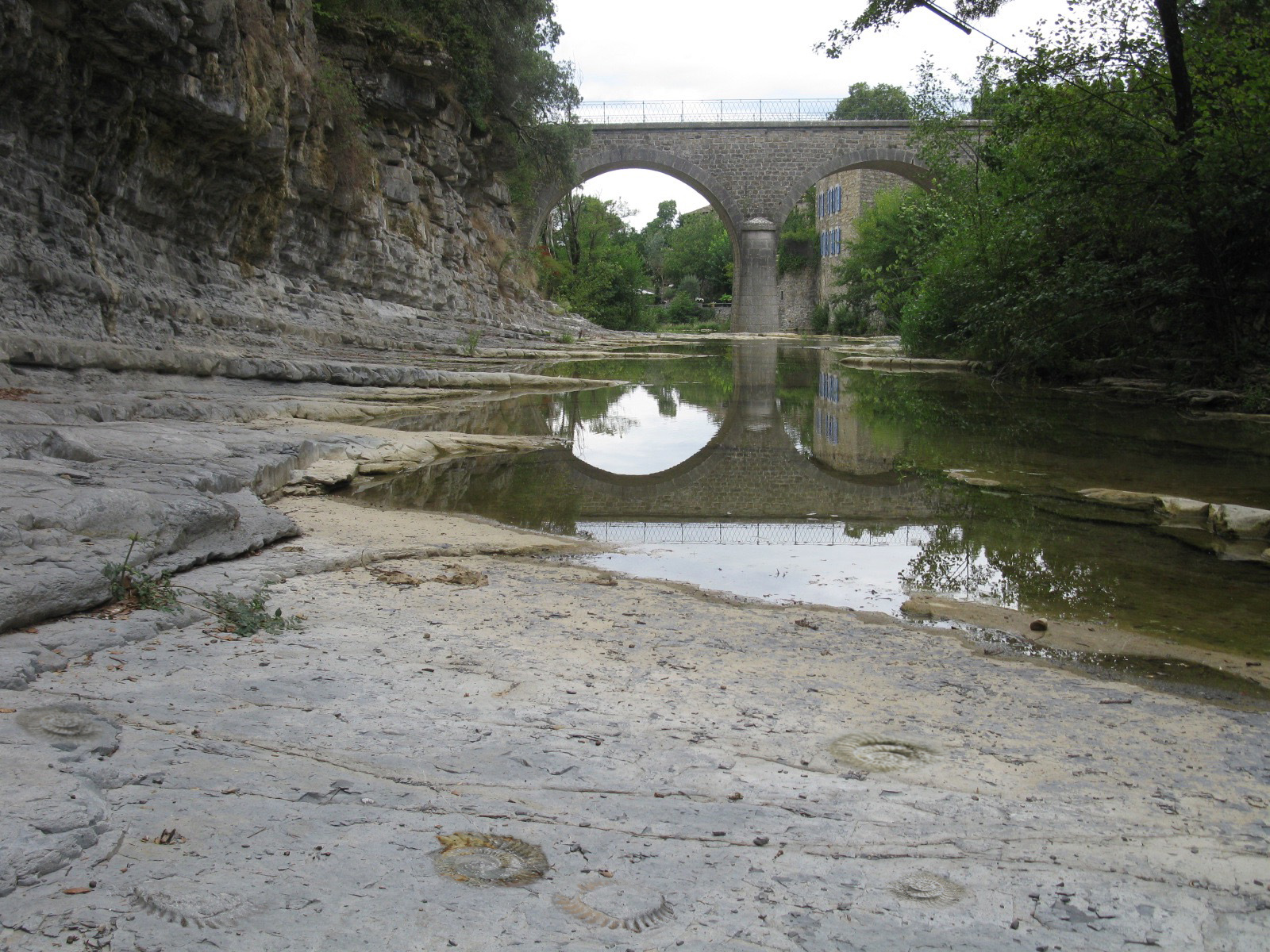
Ammoniten etc.

Fressac ist ein Ort und eine Gemeinde mit 161 Einwohnern (Stand 1. Januar 2022) im südfranzösischen Département Gard.

## Lage
Fressac liegt am Oberlauf des Conturby ca. 14 km (Fahrtstrecke) nordwestlich der Kantonshauptstadt Quissac in den südlichen Ausläufern der Cevennen in einer Höhe von ca. 210 m ü. d. M. Nächstgelegene Großstadt ist Montpellier (ca. 59 km südlich). Das Klima ist gemäßigt; Regen fällt verteilt über das ganze Jahr.

## Bevölkerungsentwicklung
| Jahr      | 1800 | 1851 | 1901 | 1954 | 1999 | 2017 |
| Einwohner | 129  | 120  | 98   | 69   | 87   | 162  |

Der kontinuierliche Rückgang der Einwohnerzahlen seit der Mitte des 19. Jahrhunderts ist im Wesentlichen auf die Mechanisierung der Landwirtschaft und den damit einhergehenden Verlust an Arbeitsplätzen zurückzuführen. Außerdem entvölkerten sich nahezu alle Bergregionen Frankreichs zugunsten der Städte in den Tallagen. Diese Entwicklung kam erst in den 1990er Jahren zum Stillstand als sich einige Neusiedler ais Quissac und Umgebung hier niederließen.

## Wirtschaft
Die Bewohner der Gemeinde lebten jahrhundertelang als Selbstversorger von Ackerbau und Viehzucht (Schafe, Ziegen). Heute sind die Forstwirtschaft und der Tourismus von Bedeutung.

## Geschichte
Die Burg von Fressac war sowohl in den Hugenottenkriegen (1562–1598) als auch im Kamisardenaufstand (1702–1704) von strategischer Bedeutung.

## Sehenswürdigkeiten
- Die circa eineinhalb Kilometer südwestlich des Ortes auf einer circa 100 Meter hohen Anhöhe gelegene ehemalige Burg (Château de Fressac) entstand im 13. Jahrhundert und war ca. 450 Jahre lang bewohnt. Zuletzt spielte sie eine Rolle als königliche Festung während des Kamisardenaufstands (1702–1704). Die Burgruine mit ihrem imposanten Bergfried (donjon) wurde im Jahr 1992 zum Monument historique[4] erklärt.
- In einer Felsplatte nahe der Brücke über den Fluss Conturby finden sich fossile Spuren von Ammoniten etc.